# Névtan
A névtan (idegen szóval onomasztika) az a tudományág, amely a tulajdonneveket tanulmányozza. Az „onomasztika” terminust egy adott nyelvben, nyelvtörténeti korszakban vagy területen használt tulajdonnév-készletre is használják.
A névtan mint tudományág státuszáról nincs egységes nézet. Egyes szerzők szerint a nyelvtudomány egyik ágáról van szó. Közülük egyesek közvetlenül a lexikológia, mások a szemantika ágának tekintik. Vannak szerzők, akik nem említik meg definíciójában, hogy a névtan valamely másik tudomány ága lenne. Van olyan nézet is, amely szerint a névtant régebben a nyelvtudomány ágának tartották, de a 21. században már önálló tudomány, bár szoros kapcsolata van a nyelvtudománnyal. A névtani kutatásokhoz hozzájárul a nyelvtudomány több ága, beleértve más diszciplínákkal közösek is: az etimológia, a lexikológia, a dialektológia, a történeti nyelvészet, a szemantika, a pragmatika, a szociolingvisztika, a pszicholingvisztika, a földrajzi nyelvészet. A névtanról mint önálló tudományról való nézet azon alapszik, hogy közreműködik számos olyan nyelvészeten kívüli tudománnyal, mint a történettudomány, a régészet, a vallástörténet, a heraldika, a néprajz, a földrajztudomány, az antropológia, a genealógia, a hagiográfia, a jogtudomány, az irodalomelmélet, a folklorisztika, a művelődéstörténet. Ugyanakkor ezek a diszciplínák, főleg a történettudomány és a nyelvtörténet a névtan eredményeit is felhasználják.
Névtannal már régóta foglalkoznak írástudók, de tudományosan csak a 20. század első felében kezdték művelni. 1938-ban Franciaországban megtartották az első Nemzetközi toponímiai és antroponímiai kongresszust. 1949-ben Belgiumban megalapították az UNESCO keretében a Nemzetközi Névtani Tudományok Bizottságát, amely utólag a Nemzetközi Névtani Tudományok Tanácsa nevet kapta. 1950 óta ez kiadja az Onoma szakfolyóiratot.

## A névtan tárgya
A névtani kutatások több szinkrón és diakrón aspektusra irányulnak. Egyesek elméletiek, mint a tulajdonnevek eredete, alakulása, fejlődése, jelentése, motivációja, területi eloszlása, osztályozása, egyik osztályból egy másikba való kerülése, használata, jogi státusza stb. Szűk értelemben vett nyelvészeti szempontból a névtan a tulajdonnevek hangtani, nyelvtani és szóalkotási kérdéseit is tanulmányozza.
Létezik gyakorlati névtan is, amely olyan aspektusokkal foglalkozik, mint az adott nyelvben idegen tulajdonnevek átírása, lefordításuk lehetősége, a névadás és névváltoztatás kérdései stb.

### A tulajdonnevek osztályozása
A tulajdonnevek több szempontból osztályozhatók.
Nagy osztálypárok lehetnek az alábbiak:
- létező vagy a múltban létezett denotátumokat és képzeletbelieket megnevezők;
- létező vagy a múltban létezett denotátumokat megnevezők és irodalmárok által alkotottak;
- sztenderd nyelvváltozatiak és nyelvjárásiak;
- aktuálisak és a múltban létezettek.

Aszerint, hogy mit neveznek meg, sok tulajdonnév-osztály van. A legfőbbeket a névtan külön ágai tanulmányozzák, a toponímia (helynévtan) és az antroponímia (személynévtan). Megtévesztő lehet, hogy egyes szerzők az „antroponímia” helyett az „onomasztika” terminust használják. Egyéb a névtan által tanulmányozott tulajdonnév-osztályok az állatnevek, az intézménynevek, a tárgynevek, az áru- és márkanevek, a kitüntetések és díjak nevei, valamint a művészeti alkotások, az újságok és a folyóiratok címei.

#### Antroponímia
Az antroponímia a személyneveket tanulmányozza. Más értelemben szó van egy adott nyelv, régió vagy helység antroponímiájáról is, azaz ezek személynév-készletéről. Több személynév-típus létezik: egyénnév (amely a keresztények esetében keresztnév), ezek becézett alakjai, vezetéknév (amely egyes nyelvekben családnév), ragadványnév, apai név, nemzetségnév, álnév, fedőnév stb. Az antroponímia nemcsak valós személyek nevét tanulmányozza, hanem művelt és népi irodalmi szereplőkét, valamint mitológiai hősökét is. Ugyanakkor figyelmet szentel egyazon személynév nyelvváltozatok szerinti alakjainak is.

#### Toponímia
A toponímia a névtan helyneveket tanulmányozó ága. A terminus egy bizonyos nyelv, ország, régió vagy település helynév-készletére is értett. Az a hely, amely tulajdonnevét a toponímia kutatja lehet domborzati alak (hegyvonulat, hegycsúcs, domb, völgy, fennsík, síkság); víz (patak, folyó, folyam, halastó, tó, tenger, óceán); földrész, ország, táj, hivatalos közigazgatási egység, település, útvonal, közút; égitest (bolygó, bolygó holdja, kisbolygó, csillagkép, csillag), égitesten létező hely.

#### Állatnevek
Az emberek általában a környezetükben élő állatoknak adnak tulajdonnevet, ami arról tanúskodik, hogy emberhez közelieknek tekintik őket. Például kutya- és lónevek már Homérosznál is előfordulnak. Nevet szoktak adni macskáknak, papagájoknak, szarvasmarháknak, ritkábban más haszonállatoknak is, valamint állatkerti nagyvadaknak.
Elsősorban népi állatnévadás létezik, és többféle jellegű név. Egyes állatnevek az állat valamelyik tulajdonságára alapszanak, pl. Kese, Villám, Pajkos (lónevek), Kajla, Galamb (szarvasmarhák neve), Kormos, Morzsa (kutyanevek). Macskáknak sokszor a hívogatás c hangját tartalmazó neveket adnak, pl. Cili, Micur. Személyneveket is adnak állatoknak: Sári, Mihály (haszonállatoknak), Gyuri, Pityu (papagájoknak), Jónás (vízilónak), Jeromos (szamárnak), Gyuri (kakasnak). Előfordulnak állatnévként személyt jelentő közszavak is (Fickó, Pajtás), valamint emberi tulajdonságot jelentő melléknevek: Hetyke, Vadóc stb.
Van hivatalos állatnévadás is, a törzskönyvezés gyakorlatának bevezetése nyomán. Lovaknak a legkülönfélébb neveket szokták adni: Oázis, Old Boy, Intim stb. A kutyák ún. kennelnevet is kapnak, következésképpen teljes nevük főleg a romantikus irodalomból ismert nevekre hasonlít, pl. Cseppkői Eszes. Ilyenszerű a tenyésztett díszmacskák neve is, pl. Neszményi Lidércke.

#### Intézménynevek
Intézménynevek alatt általában a hatóságilag nyilvántartott hivatalok, társadalmi szervezetek, oktatási intézmények, tudományos intézetek, alapítványok, pártok, szövetkezetek, vállalatok, művészeti intézmények, művészeti együttesek, sportegyesületek stb. neve értendő. Többnyire több szóból álló nevekről van szó.
Egyesek egyszerűen kifejezik a denotátumuk jellegét, pl. Oktatási Minisztérium, Magyar Állami Népi Együttes. Egyes kisvállalatok ezt eredetibb névvel teszik, pl. Lop-stop (vagyonvédelem). Mások alapítójuk vagy tulajdonosuk családnevét tartalmazzák, illetve tiszteletet kifejező szándékkal teljes személynevet: Kner Nyomda, Püski Könyvkiadó, Bergendy-együttes, Kodály Zoltán Általános Iskola stb. Megint mások helynevet foglalnak magukban, és ezzel a működési helyükről tájékoztatnak, pl. a Mecsek Áruház Pécsett, a Győri ETO FC. Az önkormányzatok helységnevet tartalmaznak, pl. Kaposvár Megyei Jogú Város Önkormányzata.
Régen a vendégfogadóknak, boltoknak, patikáknak cégérük volt, és nevük ezek leírása, sokszor ragos formában: Arany Sas, a Három Huszárhoz, Kígyó stb. A római katolikus egyházi patikák vallásos neveket viseltek: Megváltó, Szentháromság stb., miközben a protestánsak hazafias neveket preferáltak, mint Korona, Mátyás király.
Az 1960-as években egyes zenei együttesek névként olyan nemzetközi eredetű műveltségszókat választottak, mint Omega vagy Syrius, később egyesek provokatív szándékúakat (pl. Vágtázó Halottkémek), vagy tréfásakat, mint Irigy Hónaljmirigy. Népi ihletésű a táncházi muzsikát, saját gyűjtésű népdalokat játszó együttesek neve Kaláka, Muzsikás stb.
Mivel a több szóból álló intézménynevek használata nehézkes, a közhasználatban ilyeneket a belőlük alkotott betűszóval helyettesítenek, pl. MTI (Magyar Távirati Iroda), ELTE (Eötvös Loránd Tudományegyetem).

#### Tárgynevek
Egyes tárgyak is kapnak tulajdonnevet. Ilyenek például a hajók. Az Amerikai Egyesült Államokban rendszere van a hajónév-adásnak. Csillagneveket kapnak a teherszállítók, fák nevét a halászhajók, folyók nevét az olajszállítók, mitológiai neveket a műhelyhajók stb. Más hajók hadvezérek, admirálisok nevét kapják, vagy nagyságot, méltóságot kifejező neveket. Magyar tengerjáró hajók között híres költők nevét viselők vannak, pl. Petőfi, Ady. Kisebb hajók nevei között vannak állatokat megnevező köznevek (Albatrosz, Potyka stb.), helységnevek (pl. Badacsony, Tihany) stb.
Épületek és műemlékek neve is idetartozik: Országház, Kheopsz-piramis, Kossuth-szobor, Kolera-oszlop stb.
Idesorolhatók olyan fák nevei is, amelyek személyiségekre emlékeztetnek, pl. Petőfi-tölgy, Patkó Bandi fája, Erzsébet-hárs.

#### Áru- és márkanevek
Ezek a tulajdonnevek jogilag is azonosítják a termékeket, és elhatárolják őket más hasonló termékektől.
Régebben a termék neve jelzőként tartalmazta a megalkotójának, gyártójának, egyben a gyártó cégnek a nevét: Singer varrógép, Frank kávé stb. Újabban a cég neve képezi a jelzőt, pl. Adidas tornacipő, Lehel hűtőszekrény.
Egyes termékek kellemes benyomás keltése céljából olyan görög-latin eredetű nemzetközi szavakat kapnak elnevezésként, mint Venus, Opera, Camea.
Sok áru fantázianevet kap. Egyesekből kitűnik némi információ a jellegükről. Ilyen például a Videoton.
Egyes márkanevek betűszók, pl. Fiat (Fabbrica Italiana Automobili Torino ’Olasz Autógyár Torino’). Mások olyan szóösszevonások, amelyek a termékre jellemző tagot tartalmaznak, pl. Amodent (fogpaszta), vagy Kalmopirin (gyógyszer).
A kávéfajták neve tipikusan a származási helyükre utal: Kolumbia, Afrikana stb.
Sok áru visel keresztnevet, például bútorok: Gabi, Karin stb.

#### Címek
Irodalmi mű vagy képzőművészeti alkotás címe azonos lehet a főhőse nevével, illetve tartalmazhatja azt (Bánk bán, Zrínyi kirohanása), meghatározhatja a főhősét (A falu jegyzője), vagy utalhat a mű tárgyára (Az ember tragédiája). Mondat is lehet cím, pl. És mégis mozog a föld, Jézus kiűzi a kufárokat a templomból.
Az újságok és folyóiratok címei (Magyar Nemzet, Élet és Irodalom stb.) sorolhatók az intézménynevek közé is, mivel többnyire intézmények adják ki őket.

#### Kitüntetések és díjak neve
A kitüntetések között vannak érdemrendek, emlékérmek és egyéb érmek, amelyek neve közszavakból alkotott: A Magyar Köztársasági Érdemrend középkeresztje a csillaggal), Akadémiai Aranyérem, Pedagógus Szolgálati Emlékérem stb. Emlékérmek nevei között vannak személyiségneveket is magukban foglalók, pl. Eötvös Loránd-emlékérem.
Díjak neve is állhat közszavakból (Állami Díj), vagy tartalmazhat személyiségnevet: Kossuth-díj.